# Cosas Buenas
Cosas Buenas es un segmento diario desplegado en los distintos programas y noticieros de Telecorporación Salvadoreña. Nace el 1 de marzo de 2008 como la vitrina principal de la Fundación TCS.

## Sinopsis
El objetivo principal del proyecto es mostrar el actuar de las distintas fundaciones que trabajan de la mano con la fundación, con el propósito de concienciar a la población a hacer el bien y sobre todo a colaborar con los distintos proyectos.
La producción del programa está a cargo de Marisol Doratt, de Noticieros TCS.